# Neferkare Pepiseneb
Neferkare Pepiseneb (cũng là Neferkare Khered Seneb và Neferkare VI) là một pharaon Ai Cập của Vương triều thứ Tám trong giai đoạn đầu thời kỳ Chuyển tiếp thứ nhất (2181–2055 TCN). Theo các nhà Ai Cập học Kim Ryholt, Jürgen von Beckerath và Darell Baker thì ông là vị vua thứ mười hai của vương triều thứ Tám.

## Chứng thực
Tên của Neferkare Pepiseneb chỉ được chứng thực trên bản Danh sách vua Abydos (số 51) và không ở nơi nào khác. Tuy nhiên, Jürgen von Beckerath đã đưa ra giả thuyết cho rằng Neferkare Pepiseneb nên được đồng nhất với một "Neferkare Khered Seneb" xuất hiện trên cuộn giấy cói Turin. Do đó, Neferkare Pepiseneb sẽ là vị vua đầu tiên của vương triều thứ Tám, tiếp sau Ntyiqrt (người sẽ là Neitiqerty Siptah) người cũng có tên trên cuộn giấy cói Turin, một vết hổng lớn trên văn kiện này đã ảnh hưởng tới các vị vua nằm ở giữa của vương triều này.

## Tên gọi
Biệt hiệu Khered dành cho Neferkare Pepiseneb được ghi lại trên cuộn giấy cói Turin có nghĩa là "đứa trẻ" hoặc "trẻ tuổi". Do vâyh, "Neferkare Khered Seneb" được dịch theo nhiều cách khác nhau như là Neferkare đứa trẻ khỏe mạnh, Neferkare trẻ tuổi khỏe mạnh hoặc Neferkare trẻ khỏe mạnh.
Baker và Ryholt đề xuất rằng biệt hiệu "Khered" là kết quả của một sai sót từ người sao chép đã viết cuộn giấy cói Turin, nhầm lẫn "Pepiseneb" với "Khered Seneb", vì cách viết theo dạng chữ thầy tu của từ "pepi" và "khered" có thể giống nhau nếu chúng bị hư hại. Do đó sai lầm này có thể là do những hư hại ảnh hưởng tới văn kiện ban đầu mà từ đó cuộn giấy cói đã được sao chép vào thời đại Ramesses.
Một giả thuyết khác giải thích "Khered" và được Ryholt cho rằng có nhiều khả năng hơn đó là trong ngữ cảnh này biệt hiệu trên đồng nghĩa với từ "Pepi". Quả thực, "Pepi" của "Pepiseneb" có thể là Pepi II Neferkare, vị pharaon vĩ đại cuối cùng của Cổ vương quốc và là người có triều đại kéo dài lâu nhất hơn bất cứ vị vua nào khác trong lịch sử với 94 năm trị vì (2278 – 2184 TCN). Hơn nữa, vị pharaon này đã kế vị ngai vàng khi còn là một đứa trẻ, vào lúc ông ta mới khoảng 6 tuổi. Do đó Ryholt đề xuất rằng "đứa trẻ" ("Khered") được nhắc tới trong tên của Neferkare Pepiseneb trên cuộn giấy cói Turin là Pepi II. Ngoài ra, tên nome của Pepi II  là Neferkare, Neferkare Seneb, Khered Seneb và Pepiseneb tất cả đều có thể nói tới Pepi II và mang nghĩa là "Pepi II khỏe mạnh". Giả thuyết này có thể được chứng minh bởi từ hạn định thiêng liêng (biểu tượng G7 Gardiner) gắn với biệt hiệu "Khered" trên cuộn giấy cói Turin. Điều này thông thường dành riêng cho tên của các vị vua và thần, và có thể ngụ ý rằng biệt hiệu "Khered" được hiểu như là một tham chiếu tới một pharaon đặc biệt.

## Triều đại
Theo Ryholt, Neferkare Pepiseneb đã cai trị ít nhất là một năm.